# Saul Chaplin
Saul Chaplin (Brooklyn, 19 febbraio 1912 – Los Angeles, 15 novembre 1997) è stato un compositore statunitense di colonne sonore cinematografiche.

## Premi Oscar Miglior Colonna Sonora

### Vittorie
- Un americano a Parigi (1952)
- Sette spose per sette fratelli (1955)
- West Side Story (1962)

### Nomination
- Baciami Kate! (1954)
- Alta società (1957)